# 横浜市立早渕中学校
横浜市立早渕中学校（よこはましりつ はやぶちちゅうがっこう）は、神奈川県横浜市都筑区早渕にある市立の中学校。

## 概要
第三京浜道路の都筑インターチェンジ近くに立地する。周辺に茅ヶ崎貝塚や茅ヶ崎遺跡などの縄文・室町時代の遺跡が残るエリアである。
校歌作成にあたっては生徒や保護者から校歌に入れたい言葉、歌詞を募集し、選定された詞を基に校歌作成委員会が検討を行った。生徒・保護者の思いのこもった言葉、早渕中学校ゆかりの言葉が入り、中学生の気持ちに寄り添う校歌になったという。

## 沿革
- 2010年4月3日 - 開校

## 学区域
【通学区域】
- 勝田町
- 勝田南1丁目・2丁目
- 新栄町
- 仲町台1丁目～5丁目
- 早渕1丁目～3丁目

【特別調整通学区域】
- 茅ケ崎東1丁目
- 港北区／新羽町の一部、新吉田町の一部、新吉田東7丁目の一部、新吉田東8丁目

## 主な進学高校
進学先公立高等学校としては、横浜北部学区に立地する高校および横浜市営地下鉄ブルーライン沿線の各校が想定される。
《旧横浜北部学区》
- 神奈川県立市ケ尾高等学校
- 神奈川県立荏田高等学校
- 神奈川県立川和高等学校
- 神奈川県立霧が丘高等学校
- 神奈川県立新栄高等学校
- 神奈川県立田奈高等学校
- 神奈川県立白山高等学校
- 神奈川県立元石川高等学校

《横浜市営地下鉄ブルーライン沿線》（旧横浜東部学区まで）
- 神奈川県立岸根高等学校
- 神奈川県立港北高等学校
- 神奈川県立城郷高等学校
- 神奈川県立新羽高等学校
- 神奈川県立横浜翠嵐高等学校

## 交通
- 横浜市営地下鉄ブルーライン仲町台駅徒歩20分
- 横浜市営地下鉄グリーンライン東山田駅徒歩19分
- 東急バス【綱71】綱島駅～勝田折返所・「新栄高校北口」下車徒歩５分